# Burgstraße 11 (Kemberg)
Das Haus Burgstraße 11 war ein denkmalgeschütztes Wohnhaus in der Stadt Kemberg in Sachsen-Anhalt.

## Lage
Das Gebäude befand sich im südlichen Teil von Kemberg auf der Nordseite der Burgstraße.

## Architektur und Geschichte

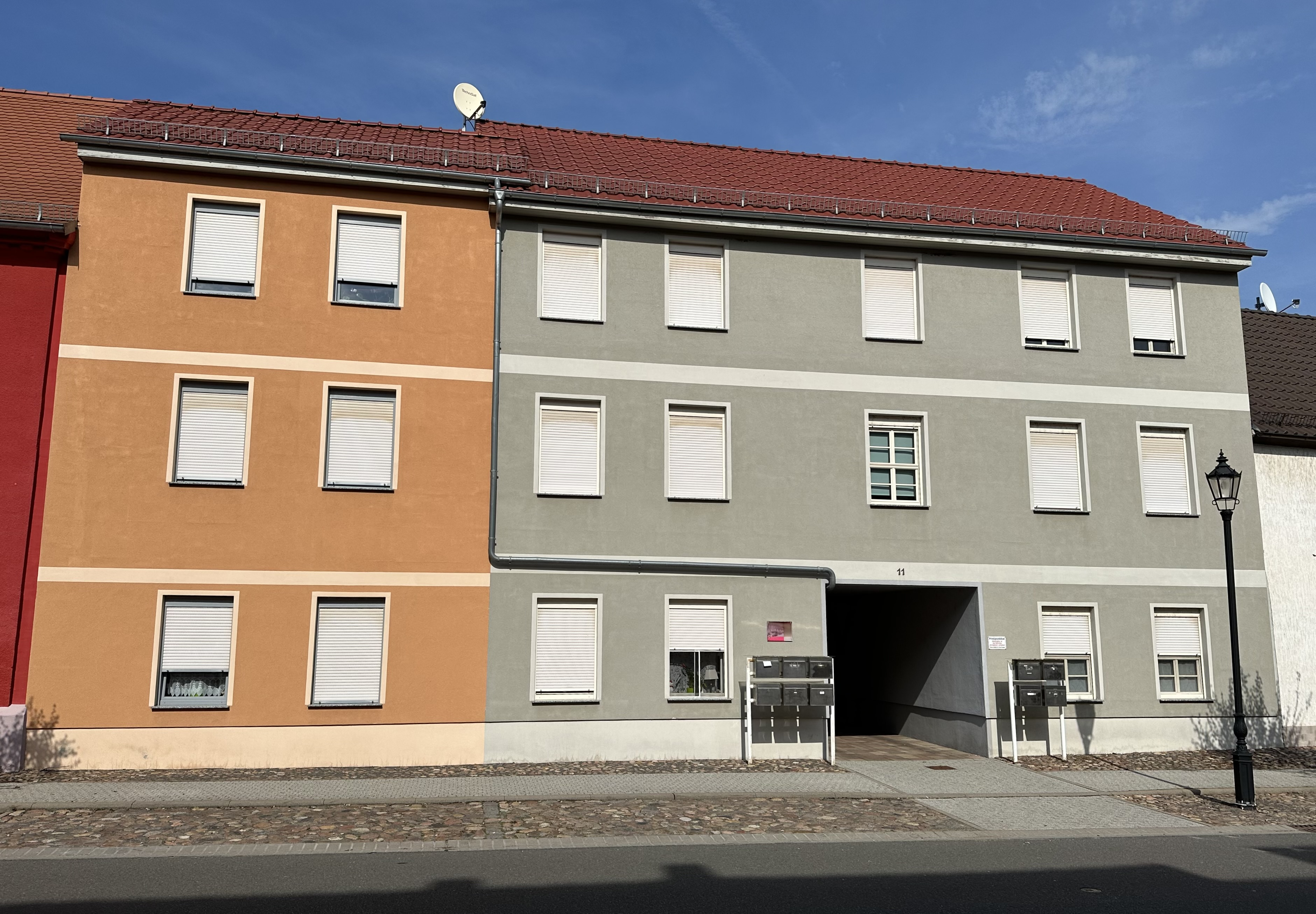
Nachfolgebau Burgstraße 11, der rechte grau gehaltene Teil entspricht in seiner Fassadengliederung dem Vorgängerbau

Das Fachwerkhaus entstand im 18. Jahrhundert als zweigeschossiger, traufständiger Bau. Mitte des 19. Jahrhunderts wurde das Ackerbürgerhaus um ein Stockwerk erhöht. Andere Angabe geben als Bauzeit das Jahr 1824 und die Aufstockung dann etwa 30 Jahre später an. Im Haus lebte 1843 ein Maurermeister mit seiner Familie und Hausangestellten, insgesamt acht Personen. Außerdem wurden eine Kuh, eine Ziege und ein Schwein gehalten. Eine ursprünglich vorhandene Putzquaderung war Anfang des 21. Jahrhunderts bereits verloren gegangen. Die verputzte Fassade war fünfachsig ausgeführt. Das aufgestockte Obergeschoss war in der Flucht etwas hinter die unteren Geschosse zurückgesetzt. Mittig im Erdgeschoss befand sich ein breit angelegter Hauseingang. Bedeckt war der Bau von einem Satteldach.
Das Gebäude galt, da ähnliche Gebäude abgerissen worden waren, Anfang des 21. Jahrhunderts als außerordentlich selten. Im Jahr 2006 wurde das Haus jedoch abgerissen. An gleicher Stelle entstand ein Nachfolgebau, der in seiner Fassadengliederung die Gestaltung des ursprünglichen Hauses aufnahm.
Im Denkmalverzeichnis des Landes Sachsen-Anhalt war das Ackerbürgerhaus noch 2015 unter der Erfassungsnummer 094 35594 als Baudenkmal verzeichnet. Bis 2020 wurde es dann aus dem Verzeichnis ausgetragen.